# Stourton Caundle
Stourton Caundle är en ort och civil parish i Storbritannien.   Den ligger i kommunen Dorset och riksdelen England, i den södra delen av landet, 170 km väster om huvudstaden London. Stourton Caundle ligger 71 meter över havet och antalet invånare är 439.
Terrängen runt Stourton Caundle är platt. Runt Stourton Caundle är det ganska tätbefolkat, med 108 invånare per kvadratkilometer. Närmaste större samhälle är Yeovil, 15,8 km väster om Stourton Caundle. Trakten runt Stourton Caundle består till största delen av jordbruksmark.